# Mięśniolot Maruokiego Katsury
Mięśniolot Maruokiego Katsury – japoński mięśniolot zaprojektowany i zbudowany w latach 1902-1903 przez japońskiego wynalazcę i poetę Maruokiego Katsurę. Była to jedna z pierwszych cięższych od powietrza maszyn latających zaprojektowanych w Japonii i pierwsza, której zachowała się fotografia.

## Historia
Głównym projektantem maszyny był Maruoka Katsura, który w zaprojektował ją i zbudował w latach 1902-1903. Mięśniolot przypominał helikopter z dwoma wirnikami przeciwbieżnymi. Wirniki miały konstrukcję drewnianą, reszta bardzo lekkiego kadłuba maszyny zbudowana była ze stalowych rur. Maszyna bardzo przypominała zbudowany w 1910 helikopter Sikorsky S-2. Katsura nie był w stanie zakupić odpowiedniego silnika do wybudowanej przez niego maszyny i ostatecznie zdecydował się, aby był on napędzany siłą ludzkich mięśni poprzez system pedałów napędzających wirniki. Maszyna nie wzbiła się w powietrze, ale stanowi bardzo wczesny przykład próby stworzenia pionowzlotu. Jest to także pierwsza japońska aerodyna z zachowaną fotografią.